# Santuario di Sant'Antonio di Padova (Torino)
Il santuario di Sant'Antonio di Padova di Torino è un edificio storico religioso cattolico situato nella parte meridionale del centro di Torino, in Piemonte. Si trova nella piccola via omonima, non lontano dalla Stazione di Torino Porta Susa, quasi al confine con il quartiere Crocetta.
Ad esso sono annessi un convento, gestito dai Frati Minori, un centro carità e una mensa per i poveri, sempre gestita dai Frati stessi.

## Storia e descrizione
L'edificio fu fortemente voluto nel 1883 per ospitare gli allora Frati Minori, estromessi da Torino a causa della legge Siccardi. I cantieri procedettero relativamente in fretta, su disegni e progetto dell'ing. Alberto Porta, che ne disegnò anche l'elegante facciata, con elementi di stile neogotico, molto utilizzato in quel periodo, misti a elementi di neoromanico (archi a tutto sesto) per richiamare lo stile della basilica di Padova.
L'intera struttura fu terminata nel 1885, ma si dovettero attendere ancora due anni per trovare i fondi per gli arredi e le decorazioni interne, arrivando così alla consacrazione il 13 giugno 1887, giorno della ricorrenza del santo al quale è dedicato.
L'affresco frontale esterno fu opera di Luigi Morgari, e rappresenta il santo con la Vergine e gli angeli. Qualche anno dopo fu ultimato il campanile, furono aggiunte le statue esterne dei due leoni, a "guardia" del santuario e furono ultimate le due cappelle laterali, dedicate a Maria Santissima Immacolata e al Sacro Cuore di Gesù. Nel 1912 poi, in occasione del cinquantenario del riconoscimento delle apparizioni mariane di Lourdes, fu aggiunta una piccola copia della Grotta di Massabielle, ricavata da una nicchia dell’ingresso laterale sinistro.
Durante la seconda guerra mondiale il convento fu parzialmente colpito dai bombardamenti, e vi fu un primo intervento di restauro nel 1949, quindi nel 1987. L'ultimo imponente restauro dell'intera struttura avvenne nel periodo 2007-2009. Sia il santuario che il convento è da sempre un polo di riferimento per le opere di carità ai poveri.

## L'organo a canne

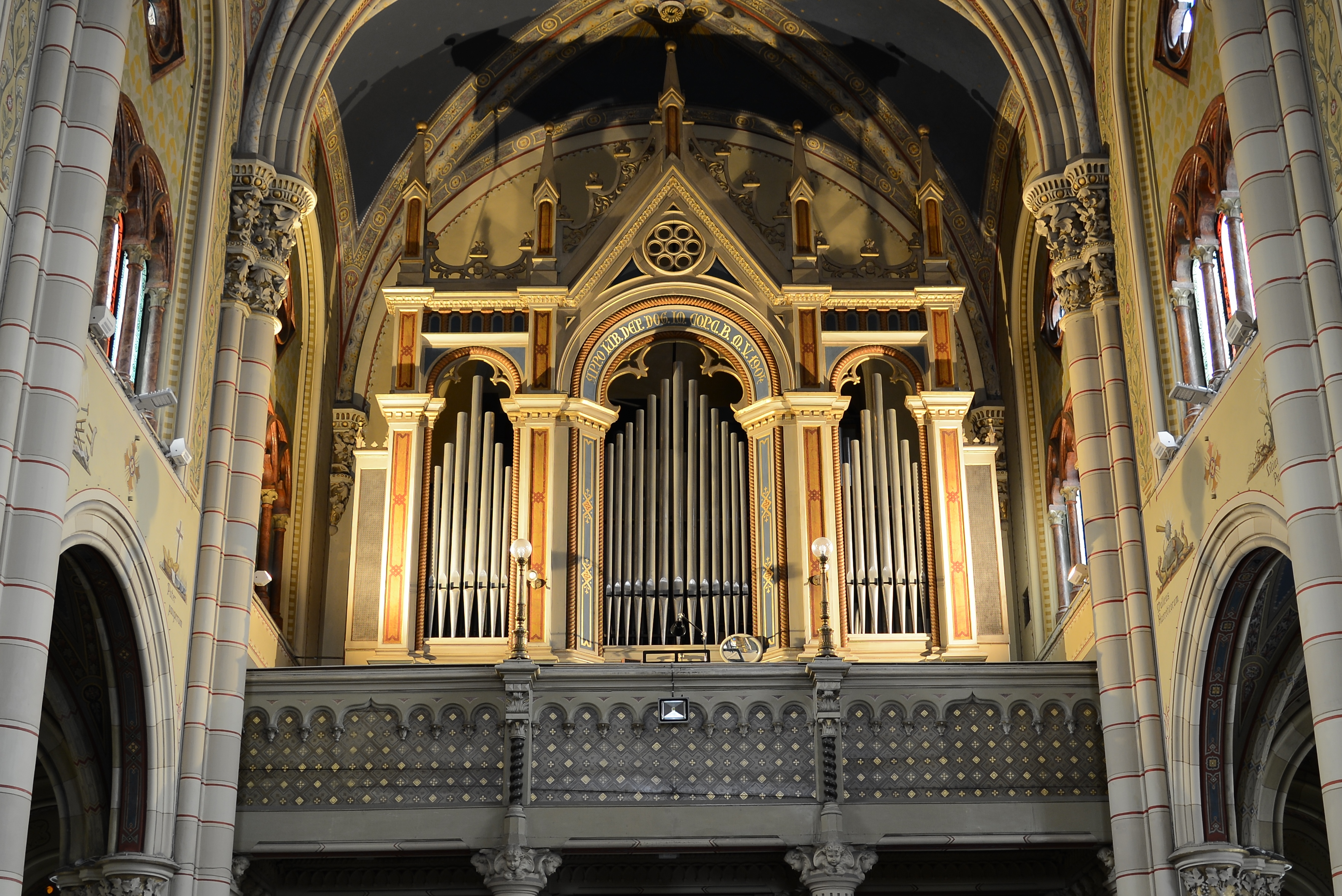
Vista dell'organo Vegezzi-Bossi sulla tribuna in controfacciata.

Tra il 1928 e il 1929 venne costruito dalla ditta Francesco Vegezzi-Bossi il maestoso organo a canne, situato sulla cantoria in controfacciata entro la cassa lignea disegnata dal Porta, su progetto fonico di padre Roberto Rosso o.f.m. A trasmissione pneumatico-tubolare, lo strumento è dotato di una consolle a tre manuali di 58 note e pedaliera concavo-radiale di 30 tasti, per un totale di 41 registri e 2075 canne. La raffinata, corposa timbrica ne fa un organo tra i più significativi del panorama organario della città di Torino regolarmente utilizzato per le funzioni liturgiche festive, molto adatto peraltro per l'esecuzione della letteratura organistica sinfonica romantica. È stato restaurato dai Fratelli Marin di Genova nel 1998. 

## Ecumenismo

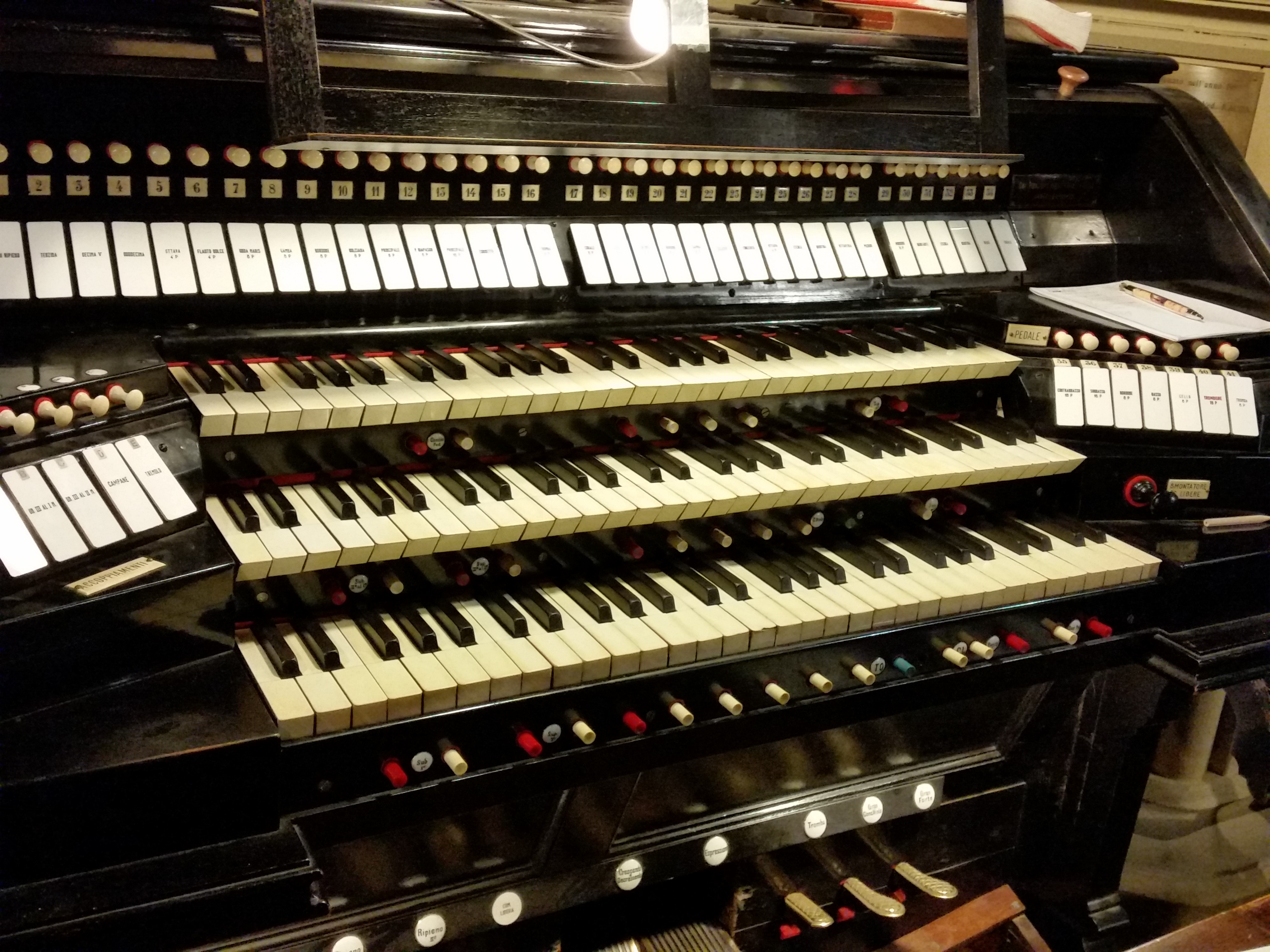
Consolle dell'organo

Il Santuario ha ospitato per circa un decennio fino a inizio 2020 i culti della Comunità Evangelica Luterana di Torino, celebrati ogni due domeniche al mese secondo una formula bilingue italiano/tedesco. Dall'estate 2020 la comunità luterana è trasferita presso la Chiesa di San Francesco d'Assisi (Torino) in seguito all'offerta di disponibilità della Arcidiocesi di Torino. L'ecumenismo ha costituito un ulteriore elemento di arricchimento della vita spirituale del santuario, in armonia con l'accogliente operato verso il prossimo portato avanti dalla comunità francescana affidataria del complesso.